# Paprykarz szczeciński
Il paprykarz szczeciński, anche abbreviato paprykarz, è una specie di pâté, originario di Stettino e molto conosciuto in tutta la Polonia, contenente pesce, concentrato di pomodoro, olio vegetale, cipolle, sale e paprica. Il paprykarz szczeciński è facilmente reperibile sotto forma di cibo in scatola e si consuma spalmandolo su fette di pane.

## Etimologia
Il termine polacco paprykarz indica uno stufato con paprica o peperoncino in polvere. Esso deriva dal paprikás ungherese, una variante del gulasch con carne (manzo, vitello, maiale o pollo), cipolle, paprica e panna acida. Invece, la parola szczeciński è un aggettivo indicante qualcosa di proveniente dalla città di Stettino.

## Storia
La prima preparazione del paprykarz szczeciński è attribuita a Wojciech Jakacki (1924-1987), vicedirettore e responsabile della produzione della PPDiUR Gryf, una società statale di Stettino che si occupava di pesca e lavorazione del pesce. L'alimento nacque dall'esigenza di recuperare gli scarti della lavorazione di tagli di pesce ghiacciato sui pescherecci della Gryf e venne sviluppato tra il 1965 e il 1967. L'azienda svolgeva la sua attività di pesca d'altura al largo delle coste dell'Africa occidentale. Il co-fondatore e dipendente di lunga data della Gryf Bogusław Borysowicz affermò che il paprykarz szczeciński si ispira al chop-chop, un piatto dell'Africa occidentale con pesce, riso e spezie che lui e altri addetti della Gryf ebbero modo di provare in un porto locale. Nel 1967, a Jakacki e ai suoi colleghi fu concesso un certificato di proposta di razionalizzazione che, in base alla legge comunista sulla proprietà intellettuale, attribuiva loro diritti limitati di proprietà alla loro idea di miglioramento e consentiva di metterla in atto. L'azienda iniziò a vendere il paprykarz szczeciński lo stesso anno.
Inizialmente il paprykarz szczeciński conteneva gli scarti di pagri e altri pesci pescati al largo della costa occidentale africana, polpa di pomodoro importata dai paesi meridionali del Blocco orientale (Bulgaria, Ungheria e Romania) e spezie importate dalla Nigeria. I prodotti ittici usati per preparare il pasticcio cambiarono più volte con il passare degli anni in quanto la Gryf operò in sempre nuove aree; tra i vari prodotti pescati vennero usati il merluzzo d'Alaska e il nasello merluzzo australe dell'Oceano Pacifico e il melù australe delle Falkland. Alla fine degli anni sessanta, a causa dello scoppio della guerra civile in Nigeria, la Gryf dovette abbandonare le acque atlantiche; nel 1977, quando gli USA e il Canada rivendicarono le loro zone economiche esclusive, l'azienda operò nell'Oceano Pacifico settentrionale; nel 1982 l'azienda cessò l'attività nelle Falkland a causa dello scoppio del conflitto tra il Regno Unito e l'Argentina.
Grazie alla sua durabilità e il costo ridotto, il paprykarz szczeciński divenne un prodotto di tendenza tra studenti, artisti ed escursionisti polacchi. Alla fine degli anni ottanta, la Gryf vendeva 22.000 tonnellate di paprykarz szczeciński, corrispondenti al 50% della produzione annua totale di pesce in scatola dell'azienda. Divenne inoltre uno dei prodotti industriali polacchi più esportati: tra i 32 paesi in cui veniva consumato vi erano la Costa d'Avorio, la Danimarca, l'Ungheria, il Giappone, la Giordania, la Liberia, l'Unione Sovietica, il Togo e gli Stati Uniti. La Gryf riporta che l'alimento venne emulato in Colombia, la quale esportò la sua versione del paprykarz nei paesi confinanti.
Negli anni ottanta, in Polonia, si assistette a una crisi economica che portò a un peggioramento della qualità del paprykarz szczeciński. Le spezie nigeriane furono sostituite da una paprica ungherese meno costosa e venne ridotta del 50% la quantità di pesce a favore del riso. La pasta iniziò anche a presentare tracce di squame, pinne e lische. Durante la metà del decennio, si assistette a un crollo delle vendite quando circolò la notizia che il melù australe usato per produrlo fosse infestato dal Kudoa alliaria, un parassita marino di tipo Myxozoa.
Quando, nei primi anni novanta, la Polonia passò dall'economia pianificata a quella di mercato, l'economia della pesca d'altura divenne insostenibile e la Gryf andò in bancarotta. Borysowicz affermò che il paprykarz szczeciński fosse protetto da un brevetto. Ciononostante, i documenti vennero persi durante la liquidazione dell'attività. Tra gli anni novanta e duemila, molte altre aziende tentarono di ottenere, senza successo, il brevetto dell'impasto di pesce. Proprio per tale ragione, il nome e la ricetta del paprykarz szczeciński non sono legalmente protetti; ciò portò molte altre aziende di tutto il paese a proporre le loro versioni dell'alimento, solitamente accomunate dalla presenza di pesci d'acqua dolce e tutte nominate paprykarz szczeciński.
Nel 2010, su richiesta delle autorità regionali della Pomerania Occidentale, il Ministero dell'agricoltura e dello sviluppo rurale inserì il paprykarz szczeciński nella lista ufficiale dei prodotti tradizionali polacchi.